# Theodoros Tselidis

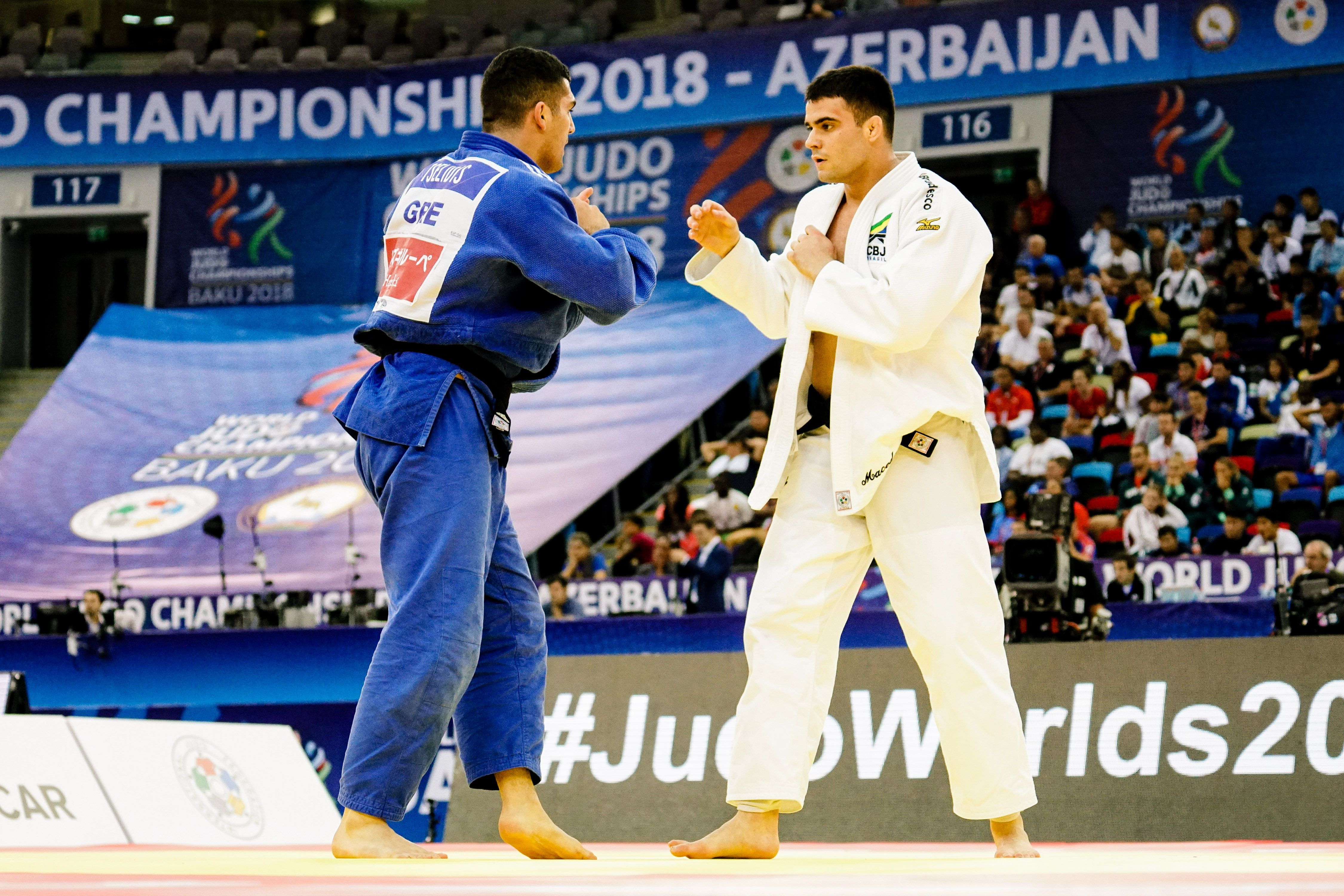
Tselidis links im blauen Judogi und Rafael Macedo rechts im weißen Judogi bei der Weltmeisterschaft 2018

Theodoros Tselidis (griechisch Θεόδωρος Τσελίδης, geboren als Fjodor Nikolajewitsch Tselidi (russisch Фёдор Николаевич Целиди) am 5. August 1996 in Russland) ist ein griechischer Judoka. 2018 und 2022 war er Dritter der Europameisterschaften in der Gewichtsklasse bis 90 Kilogramm. 2024 gewann er die Bronzemedaille bei den Olympischen Spielen.

## Karriere
Tselidis kämpft seit 2018 für Griechenland, zuvor war er 2017 Zweiter der russischen Meisterschaften geworden.
Bei den Europameisterschaften 2018 in Tel Aviv unterlag Tselidis im Halbfinale dem Serben Nemanja Majdov, den Kampf um eine Bronzemedaille gewann Tselidis gegen den Niederländer Noël van ’t End. Zwei Monate später verlor Tselidis auch im Halbfinale der Mittelmeerspiele in Tarragona gegen Majdov. Im Kampf um den dritten Platz besiegte er den Tunesier Oussama Mahmoud Snoussi. Bei den Weltmeisterschaften in Baku bezwang Tselidis zum Auftakt den Brasilianer Rafael Macedo und schied dann gegen den Georgier Ushangi Margiani aus.
2019 bestritt Tselidis kaum Kämpfe und 2020 fanden wegen der COVID-19-Pandemie nur wenige Turniere statt. Bei den Europameisterschaften 2020 und 2021 scheiterte Tselidis jeweils in seinem ersten Kampf am Russen Michail Igolnikow.
Bei den Europameisterschaften 2022 in Sofia verlor Tselidis im Halbfinale gegen den Serben Darko Brašnjović. Mit einem Sieg gegen den Italiener Christian Parlati sicherte sich Tselidis eine Bronzemedaille. Zwei Monate später erreichte Tselidis bei den Mittelmeerspielen in Oran das Finale und erhielt die Silbermedaille hinter dem Türken Mikail Özerler. Im Oktober bei den Weltmeisterschaften in Taschkent erreichte Tselidis das Achtelfinale und unterlag dann Christian Parlati. 2023 war für Tselidis ein schwächeres Jahr.
Im März 2024 besiegte Tselidis im Halbfinale des Grand-Slam-Turniers in Taschkent den Russen Igolnikow. Im Finale gewann er gegen den Bulgaren Iwajlo Iwanow. Drei Wochen später wurde Tselidis beim Grand Slam in Tiflis Dritter, nachdem er im Halbfinale gegen den Georgier Lascha Bekauri verloren hatte. Bei den Europameisterschaften 2024 schied Tselidis hingegen in seinem Auftaktkampf gegen den Franzosen Alexis Mathieu aus. Einen Monat später erreichte Tselidis bei den Weltmeisterschaften in Abu Dhabi das Achtelfinale. Bei den Olympischen Spielen 2024 in Paris gewann er die Bronzemedaille.